# Nigidius gnu
Nigidius gnu es una especie de coleóptero de la familia Lucanidae.

## Distribución geográfica
Habita en Etiopía.